# Пекарівська сільська рада (Канівський район)
Пекарі́вська сільська́ ра́да — колишня адміністративно-територіальна одиниця та орган місцевого самоврядування в Канівському районі Черкаської області. Адміністративний центр — село Пекарі.

## Загальні відомості
- Населення ради: 505 осіб (станом на 2001 рік)

## Населені пункти
Сільській раді були підпорядковані населені пункти:
- с. Пекарі

## Природно-заповідний фонд
На землях сільради розташовано ботанічний заказник місцевого значення Верболози та ботанічна пам'ятка природи місцевого значення Вікове дерево липи.

## Склад ради
Рада складається з 14 депутатів та голови.
- Голова ради:

### Керівний склад попередніх скликань
| Прізвище, ім'я, по батькові       | Основні відомості                                                                       | Дата обрання | Дата звільнення |
| --------------------------------- | --------------------------------------------------------------------------------------- | ------------ | --------------- |
| Запотоцька Катерина Олександрівна | Сільський голова, 1955 року народження, член Народної партії                            | 26.03.2006   | 31.10.2010      |
| Носенко Наталія Миколаївна        | Сільський голова, 1958 року народження, освіта середня спеціальна, член Партії регіонів | 31.10.2010   | 28.04.2014      |

Примітка: таблиця складена за даними сайту Верховної Ради України

### Депутати
За результатами місцевих виборів 2010 року депутатами ради стали:

#### За суб'єктами висування
| Суб'єкт висування | Кількість обраних депутатів | %   |
| ----------------- | --------------------------- | --- |
| Самовисування     | 14                          | 100 |

#### За округами
| № округу | Прізвище, ім'я, по батькові       | Дата визнання обраним | Освіта             | Партійна приналежність | Відомості про обраного депутата                       |
| -------- | --------------------------------- | --------------------- | ------------------ | ---------------------- | ----------------------------------------------------- |
| 1        | Запотоцька Катерина Олександрівна | 04.11.2010            | середня спеціальна | член Партії регіонів   | Пекарівська сільська рада, голова                     |
| 2        | Денисенко Григорій Іванович       | 04.11.2010            | вища               | позапартійний          | Межиріцький НВК, вчитель                              |
| 3        | Булах Любов Олексійович           | 04.11.2010            | середня спеціальна | член Партії регіонів   | Пекарівський фельдшерсько-акушерський пункт, фельдшер |
| 4        | Чайка Михайло Дмитрович           | 04.11.2010            | середня            | позапартійний          | пенсіонер                                             |
| 5        | Корнієнко Тетяна Василівна        | 04.11.2010            | середня спеціальна | член Партії регіонів   | Пекарівський БК, завідувачка                          |
| 6        | Корнієнко Віктор Іванович         | 04.11.2010            | середня спеціальна | член Партії регіонів   | Канівський держлісгосп, лісничий                      |
| 7        | Галюк Ольга Іванівна              | 04.11.2010            | вища               | член Партії регіонів   | Конончанський НВК, вчитель                            |
| 8        | Лазоренко Валерій Васильович      | 04.11.2010            | середня            | член Партії регіонів   | Канівське газове господарство, слюсар                 |
| 9        | Воскрекас Ніна Миколаївна         | 04.11.2010            | вища               | член Партії регіонів   | Канів ПТУ, викладач                                   |
| 10       | Коваль Володимир Іванович         | 04.11.2010            | середня            | член Партії регіонів   | Канів газове господарство, слюсар                     |
| 11       | Пилипенко Григорій Іванович       | 04.11.2010            | середня            | член Партії регіонів   | пенсіонер                                             |
| 12       | Савченко Віра Олексіївна          | 04.11.2010            | вища               | член Партії регіонів   | Межиріч НВК, вчитель                                  |
| 13       | Литвин Олена Григорівна           | 04.11.2010            | вища               | член Партії регіонів   | Дитячий садок «Сонечко», логопед                      |
| 14       | Дорошенко Тетяна Миколаївна       | 04.11.2010            | вища               | член Партії регіонів   | вчитель                                               |